# 마티외 발뷔에나
마티유 발부에나(Mathieu Valbuena, 1984년 9월 28일 ~)는 프랑스의 축구 선수로, 현재 키프로스 1부 리그의 아폴론 리마솔 소속이다. 그는 공격형 미드필더나 윙어로 기용 가능하며, 순발력, 기술적 능력, 근성적인 플레이스타일을 가지고 있다. 그는 리부른 생-쇠랭의 전 감독 디디에 톨로 (Didier Tholot) 로부터 "드리블 능력으로 2명의 상대 선수를 빠르게 제압하고 공간을 창조 할 수 있는 폭발적인 미드필더"로 묘사되었다. 그는 작은 키로 인해 "작은 자전거" (le petit vélo) 라는 별명이 붙었다. 이 별명은 발뷔에나의 작은 키를 가진 것 외에도 마르세유의 홈구장 이름이 스타드 벨로드롬인데에서도 유래하였다.
발뷔에나는 FC 지롱댕 드 보르도의 유소년팀에서 축구를 시작하였다. 그는 2시즌만에 보르도에서 방출되었고, 5부리그의 아마추어 클럽인 랑공-카스테로 이적하였다. 2004년, 발뷔에나는 프랑스 3부리그인 샹피오나 나시오날의 리부른 생-쇠랭으로 이적하였다. 그는 2005-06 시즌에 인상적인 모습을 보인 뒤, 2006-07 시즌을 앞두고 올랭피크 드 마르세유와 계약하였다. 마르세유 소속으로, 발뷔에나는 UEFA 챔피언스리그에 첫 출전하였고, 2009-10 시즌에는 리그 1과 쿠프 드 라 리그 더블을 이룩하였고, 트로페 데 샹피옹 우승도 하였다.
발뷔에나는 프랑스 축구 국가대표팀 일원으로, 2010년 5월에 코스타리카와의 친선전에서 데뷔하였다. 그는 같은 경기에서 국가대표팀 경기 첫골을 득점하였고, 2010년 FIFA 월드컵에 참여하게 되었다. 발뷔에나는 프랑스가 참여한 2010년 FIFA 월드컵 3경기 중 1경기에만 출장하였다. 2010년 11월, 그는 웸블리 스타디움에서 잉글랜드를 상대로 골네트를 갈랐다.

## 사생활
발뷔에나는 남서부 데파르트망인 지롱드주의 브루그 코뮌 출신으로 아버지 카를로스와 어머니 브래개트 사이에서 태어났다. 그는 스페인 혈통으로, 그의 아버지는 바야돌리드 출신이다. 발뷔에나의 아버지는 보르도 시의회에서 근무한다. 발뷔에나는 그의 부모님이 현재까지도 거주하는 블랑크포르 (Blanquefort)에서 유년을 보냈다. 2010년 12월 24일, 그는 부모님과 크리스마스 연휴를 지내기 위해서 블랑크포르로 가는 도중, 그의 람보르기니 무르시엘라고가 베글 (Bègles) 지역을 지나는 도중에 자동차 오작동으로 사고를 냈다. 그는 작은 부상도 없이 사고에서 생존하였다.

## 클럽 경력

### 초기 경력
발뷔에나는 그의 고향 클럽인 ES 블랑크포르에서 축구를 시작하였다. 그는 어린시절, 학교 휴일날 바르셀로나의 캄프 누에 자주 경기를 보러 방문하며, 축구에 대한 관심을 쌓아, 아버지의 가업을 이을 수 있도록 하였다. 그가 9세가 되었을때, 그는 수영을 하다 다리에 부상을 당하였고, 50바늘 꿰매고 잠시 축구 활동을 중단하였다. 부상에서 회복한 뒤, 발뷔에나는 축구를 다시 시작하였고, 클럽 감독을 놀라게 하였다. 1998년, 그는 파리 생제르맹 FC의 훈련구장인 캄프 데 로즈 (Camp des Loges)에서 개최된 지역 청소년 대회에 참여하여 이 대회의 최고 선수로 선정되었다. 2001년, 발뷔에나는 FC 지롱댕 드 보르도의 유소년팀에 합류하였다.
발뷔에나는 보르도의 U-18팀에서 리오 마부바와 마루앵 샤마크와 같은 선수와 함께 훈련을 받았다. 발뷔에나는 리저브 팀에서 3경기 출장에 그친 뒤, 장-루이 가르시아 리저브 팀의 감독의 기대에 미치지 못하고 방출되었다. 그가 방출된 요인으로는 그의 작은 신장으로 밝혀졌으나, 전 보르도 선수이자 코치인 필리프 루카는 발뷔에나가 방출된 이유를 "청소년의 역량을 프로 역량으로 올리는데 어려움"을 겪은 것과 "기대보다 느린 템포"로 꼽았다.

### 아마추어 경력

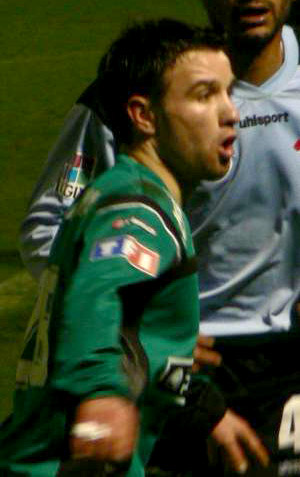
2006년 리부른 생-쇠랭의 발뷔에나

보르도에서 방출된 뒤, 발뷔에나는 프로선수가 되겠다는 야심을 버리지 않았고, 가르시아 보르도 감독으로부터 프랑스 5부리그인 샹피오나 드 프랑스 아마퇴르 2에 속한 랑공-카스테에서 활약하는 것을 추천받았다. 보르도에서 1주에 여러번 훈련받은 것과는 달리, 발뷔에나는 랑공-카스테가 아마추어팀인 특성상 1주에 단 세 번만 훈련받았고, 축구 외에 스포츠 용품 가게 운영가가 되었다. 그의 이 팀에서의 유일 시즌, 그는 기술적 능력으로 인상을 주었고, 빠른 시일 내에 랑공-카스테에 8번이나 발뷔에나를 만나기 위해 스카우트했던 샹피오나 나시오날의 리부른 생-쇠랭으로 이적하였다.
리부른 생-쇠랭 소속으로, 발뷔에나는 기량을 향상시키는데 주력하였다. 그의 이 클럽에서의 첫 시즌, 앙드레 메노 (André Menot) 감독의 지휘 하에 20경기 출장하고 2득점을 올리며, 의미있게 힘을 썼다. 메노는 시즌 중반에 해임되었고, 그의 자리는 디디에 톨로 (Didier Tholot) 가 가져갔다. 그의 소속팀은 시즌을 13위로 마감하였다. 다음 시즌, 톨로 감독의 눈에 발뷔에나가 띄었다. 톨로는 발뷔에나를 "팀의 건축가"로 묘사하였고, 팀을 발뷔에나를 주축으로 하여 편성하였다. 그 결과, 발뷔에나의 출전 시간은 크게 증가하였다. 그는 31경기에 출장하여 9골을 득점하였고, 이 경기들은 모두 승리로 장식되었다. 발뷔에나는 그의 성과에 대해 찬사를 들었지만, 톨로의 말대로 "모든것을 하고 싶어한다"라고 간간히 비난을 들었다. 2005년 8월 12일, 그는 AS 물랭과의 경기에서 시즌 1호골을 득점하였고, 소속팀은 2-0으로 승리하였다. 2주 후, 발뷔에나는 AS 셰르부르 푸트볼과의 경기에서 2골을 득점하여, 3-1 승리를 견인하였다. 2005년 9월 9일 리부른이 가젤 아작시오에 1-2로 패하고, 발뷔에나가 처음으로 레드카드를 수집함으로써 시즌의 최악을 경험하였다. 이 경기의 패배는 소속팀의 첫 패배로, 발뷔에나는 퇴장으로 3경기동안 출장정지 상태가 되었다. 발뷔에나는 10월 7일, 0-1로 패한 아비롱 바요네 FC전에서 복귀하였다.
2005년 11월, 발뷔에나는 시즌 초의 기량을 회복하여 3경기동안 4골을 득점하였다. 이중 첫 번째 골을 11월 5일, 2-1로 승리한 님 올랭피크와의 홈경기에서 득점하였다. 2주 후, 발뷔에나는 앙제 SCO전에서도 득점하였고, 그다음주에는 포 FC전에서 소속팀의 2골을 모두 득점하였다. 그 결과에 따라, 발뷔에나는 12월에 AS 생테티엔과 AJ 오세르를 포함한 리그 1과 리그 2의 다수 팀들과 링크되었다. 그러나, 그는 이 제안을 거부하였고, 잔류하여 소속팀의 리그 2 승격에 일조하였다. 발뷔에나는 겨울동안 무득점 행진을 하였으나 주전 자리를 지켰고, 리그 2 승격이라는 성과를 달성하였다. 2006년 4월 29일, 리부른은 승격을 위한 최저 순위를 가지고 마지막 라운드를 맞이하였다. 발뷔에나는 이 경기에서 또다시 2골을 뽑았고, 툴롱을 상대로 판정승을 거두었다. 리부른은 최종 4경기 중 단 한경기도 패하지 않았고, 그 결과 시즌을 3위로 마감하였고, 그에 따라 리부른은 생-쇠랭과 1998년에 통합한 이후 처음으로 리그 2 승격을 달성하였다. 그는 시즌동안 이룬 성과로 리그 올해의 선수로 선정되었고, 그에 따라 다수의 리그 2와 리그 1의 프로구단은 그에 대해 더욱 흥미를 가지게 되었다.

### 올랭피크 드 마르세유

#### 2006년에서 2010년까지

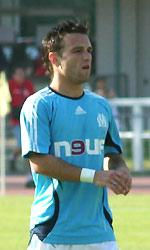
2007년 훈련 세션에서의 발뷔에나

2006년 6월 9일, 발뷔에나는 올랭피크 드 마르세유와 합의한 뒤 첫 프로계약을 체결하였다. 그는 3년 계약을 하였고 에릭 게레 감독으로부터 등번호 28번의 유니폼을 받았다. 발뷔에나는 2006년 7월 15일, 우크라이나의 FC 드니프로 드니프로페트로우스크와의 2006년 UEFA 인터토토컵 3라운드에서 프로선수로는 첫경기에 출전하였다. 그는 클럽의 기대를 넘어서기 위해 힘썼으나, 프리시즌 기간의 훈련중에 부상당하였고, 2006-07 시즌의 초반에 출전하지 못하였다. 2006년 11월 19일, 발랑시엔 FC와의 경기에서 교체투입되면서 리그 1에 데뷔하였고, 이 경기에서 소속팀은 1-0으로 승리하였다. 그는 2006-07 시즌의 대부분 기간 동안 교체 요원으로 출장하였고, 간간히 5부리그에 있는 리저브팀 소속으로도 뛰었다. 2007년 5월 19일, 발뷔에나는 AS 생테티엔전에서 프로선수 신분으로 1호골을 득점하였고, 소속팀은 2-1 승리를 거두었다. 이 경기의 승리로 마르세유는 2위를 유지함과 동시에 2003-04 시즌 이후로는 처음으로 UEFA 챔피언스리그 대회에 복귀하였다.
2007-08 시즌을 앞두고 프랑크 리베리가 독일 분데스리가의 FC 바이에른 뮌헨으로 이적한 뒤, 발뷔에나는 그의 대체요원으로 떠났다. 이 시즌은 발뷔에나를 본격적으로 프로 시험무대에 올려놓았고, 그에게 작은 몸집과 올랭피크 드 마르세유의 홈구장인 스타드 벨로드롬에 빗댄 "작은 자전거" (le petit vélo) 라는 별명을 가지도록 하게 한 시즌이었다. 발뷔에나는 시즌을 게레의 지도하에 건강하게 교체요원으로 시작하였으나, 2007년 8월을 기점으로, 그는 사미르 나스리, 로릭 카나, 베누아 셰이루등과 중원의 주축멤버이자 주전이 되었다. 2007년 9월 18일, 그는 터키의 베식타시 JK를 상대로 교체출전하며 UEFA 챔피언스리그 경기에 처음으로 출전하였고, 소속팀은 2-0으로 이겼다. 마르세유의 다음 상대는 잉글랜드의 리버풀 FC였는데, 이 경기에서 발뷔에나는 유일골을 기록하여, 1-0 승리를 견인하였다. 이날의 리버풀전 승리는 프랑스 팀으로써는 안필드에서 최초로 거둔 승리였다. 같은달 말, 발뷔에나는 마르세유와 연장 계약을 체결하고, 계약기간이 2012년 6월까지 유효하게 되었다.

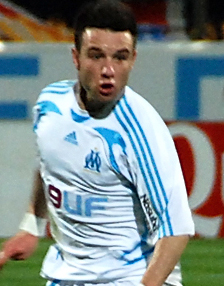
2008년 마르세유 경기에서의 발뷔에나

리그 경기에서, 발뷔에나는 2007-08시즌에 29경기 출장하여 3득점을 올렸다. 처음 두골을 2008년 1월 26일 SM 캉과의 경기에서 기록하였고, 마르세유는 칸을 6-1로 제압하였다. 발뷔에나는 이 두 골중 첫골을 약 40m거리에서 쏘았고, 이 골은 프랑스 리그 올해의 골로 선정되었다. 3월 9일, 발뷔에나는 2시즌 연속으로 AS 생테티엔전에서 결승골을 득점하였다. 그는 신뢰가 가는 성과를 보였고, 2008년 4월에 또다시 연장계약을 하였고, 계약기간이 1년 더 늘어났다.
2008-09 시즌, 발뷔에나는 주전자리를 꿰차 31경기에 출전하였다. 그는 3골을 득점하였는데, 2골은 각각 승리한 AJ 오세르와 르아브르 AC와의 경기에서, 1골은 패한 파리 생제르맹 FC전에서 득점하였다. 시즌 종료 후, 그를 신뢰하던 게레 감독은 마르세유와 결별하였고, 그 자리를 디디에 데샹이 메웠다. 2009년 6월, 데샹은 발뷔에나를 전략 외의 인물로 판단하고 이적시장에 내놓았다. 클럽 회장 파프 디우프와 다수의 보드진들은 데샹의 의사에 반대하였고 발뷔에나를 판매할 수 없다고 못박았다. 그로 인해 그를 영입하려던 애스턴 빌라 FC, 아스널 FC, 리버풀 FC는 영입계획을 취소할 수밖에 없었다. 발뷔에나는 이적시장 기간이 마감되면서 잔류로 앞으로 나갈길이 정해졌다. 그 결과, 그는 시즌 전반에 벤치에 머물렀고, 데샹과의 갈등은 12월에 서로 대면하는데에 이어졌고, 그 결과로 발뷔에나는 2010년 1월에 이적의사를 밝히고 이적시장에 나가 주전자리를 꿰차기로 그는 결정하였다.
10월 17일, 발뷔에나는 AS 낭시 원정에서 시즌 첫 선발출전을 하였고, 시즌 1호골을 득점하였다. 2010년 2월, 발뷔에나는 주전 자리로 다시 복귀하였고, 시즌 잔여기간동안 이 지위를 유지하였다. 그는 마르세유가 2009-10 시즌에 리그 1과 쿠프 드 라 리그 더블을 이루는데 중요한 역할을 하였다. 쿠프 드 라 리그에서 발뷔에나는 릴 OSC와의 준결승전 경기에서 결승골을 득점하였다. 결승전에서, 그가 유소년팀에서 활약한 적이 있었던 FC 지롱댕 드 보르도와의 경기에서 마르세유의 2번째 골을 기록하였고, 3-1 승리의 주역이 되었다. 2010년 쿠프 드 라 리그 우승은 1993년 UEFA 챔피언스리그 우승 이래 마르세유의 첫 번째 메이저 대회 우승이었다. 2010년 4월, 발뷔에나는 OGC 니스, US 불로뉴, AS 생테티엔과의 3연전에서 모두 골네트를 갈랐고, 소속팀은 세 경기에서 모두 승리를 따내었다. 이 3연승은 마르세유가 리그 선두를 유지하는데 도움을 주었을 뿐만 아니라, 발뷔에나 본인은 데샹의 신뢰를 얻었다. 결국 2010년 5월 5일, 마르세유는 스타드 렌 FC를 꺾고 리그 우승을 확정지었다.

#### 2010년부터 2014년까지

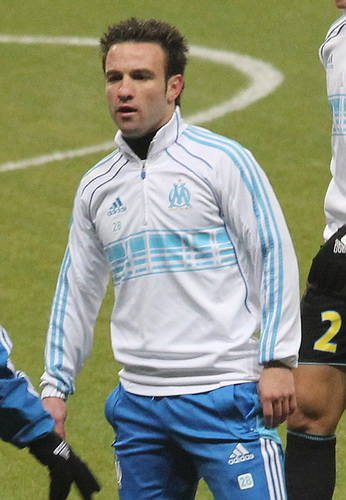
2010년 경기를 앞두고 몸을 푸는 발뷔에나

2010-11 시즌, 발뷔에나는 로이크 레미와 앙드레 아유가 마르세유의 윙어가 되었음에도 불구하고, 디디에 데샹에 의해 시즌 초반에 주전으로 기용되었다. 발뷔에나는 그가 인터뷰를 "프랑스 국가대표팀의 신임 선수에 불과했다. 나는 이 대회를 기억하지 않겠다."라고 인터뷰하여 사건을 "잊어버리려고" 2010년 FIFA 월드컵에 대한 언론들의 인터뷰를 거부하였다. 2010년 9월 12일, 2-2로 비긴 AS 모나코 FC와의 경기에서 시즌 1호골을 득점하였다. 11월 23일, 러시아의 FC 스파르타크 모스크바와의 UEFA 챔피언스리그 F조 5차전에서 선제골을 득점하였고, 마르세유가 3-0 승리를 거둘 수 있도록 하였다. 이 경기의 승리로 마르세유는 2000년 이래 처음으로 UEFA 챔피언스리그 본선의 2라운드에 진출하였다. 4일 후, 발뷔에나는 HSC 몽펠리에와의 경기에서 팀의 3번째 골을 득점하였고, 소속팀은 4-0 승리를 거두었다. 2011년 1월 22일, 발뷔에나는 훈련 도중 앙드레 아유의 태클로 왼쪽 무릎의 인대가 파열되었다. 그는 6주 아웃으로 판정되었으나, 2월 22일의 잉글랜드의 맨체스터 유나이티드 FC와의 UEFA 챔피언스리그 16강 경기를 위해 조기 복귀하였다. 발뷔에나는 올드 트래퍼드에서의 챔피언스리그 16강 2차전의 후반에 교체 투입되며 그라운드에 복귀하였다. 마르세유는 이 경기에서 1-2로 패하였고, 합계도 이날 경기 결과와 같아 8강 진출에 실패하였다.
그는 부상 복귀 이후 리그 경기 2회 연속으로 교체 출장하였고, 이후 파리 생제르맹 FC와의 르 클라시크에서 복귀 이후로는 처음으로 선발출전하였다. 마르세유는 이 더비경기에서 2-1로 승리하였다. 2011년 4월 23일, 그는 쿠프 드 라 리그 경기에서 또다시 2연속 선발출장하였고, 마르세유는 몽펠리에 HSC와의 결승전에서 1-0으로 승리하며 쿠프 드 라 리그 2연패를 달성하였다. 5월 1일, AJ 오세르와의 경기에서 발뷔에나는 경기에서 소속팀의 유일한 골을 득점하였고, 경기는 1-1 무승부로 끝이 났다. 그는 시즌 최후의 5경기에 연속으로 출장하였고, 마르세유는 릴 OSC에 뒤를 이어 준우승으로 시즌을 마무리하였다.
2011-12 시즌, 발뷔에나는 산뜻한 출발을 하였다. 그는 FC 소쇼 몽벨리아르와의 경기에서 로이크 레미의 골을 어시스트하였다. 그다음 주, 그는 AJ 오세르와의 경기에서 2골을 모두 어시스트하였고, 마르세유와 오세르는 2-2로 비겼다. 8월 28일, 발뷔에나는 2-3으로 패한 릴 OSC전에서 마르세유의 2골을 모두 기록하였다. 그 다음 경기에서는 승격팀인 에비앙 토농 가야르 FC와 만났는데, 로이크 레미가 소속팀의 2골을 모두 득점하였고, 발뷔에나는 그 2골을 모두 어시스트하여 2-0 승리를 견인하였다. 이 시즌의 UEFA 챔피언스리그에서, 발뷔에나는 처음 5경기에서 공격포인트를 쌓지 못하였다. 12월 6일, 지그날 이두나 파크에서 보루시아 도르트문트와 F조 최종전을 치루었는데, 발뷔에나는 교체투입되어 14분만에 2-2 상황에서 역전 결승골을 득점하였다. 그가 득점한 골을 UEFA는 "막을 수 없는 슈팅"으로 묘사하였고, 같은날 아스널 FC를 3-1로 꺾은 올림피아코스 FC를 UEFA 유로파리그로 밀어버리고, 승점 10점, F조 2위로 16강에 진출하였다. 12월 FC 로리앙과 AS 낭시를 상대로 겨울 휴식기를 앞두고 리그 경기를 치루었는데, 발뷔에나는 이 두경기에서 한골씩 득점하였다. 발뷔에나는 시즌 전반기를 9어시스트로 마쳤는데, 이로 인해 그는 어시스트 순위로 선두를 달리고 있다.
발뷔에나는 2014년을 끝으로 마르세유에서의 생활을 마무리하고 러시아의 FC 디나모 모스크바로 이적했다. 마르세유는 발뷔에나의 활약을 기리기 위해 그의 등번호 28번을 영구 결번시켰다.

## 국가대표팀 경력
그는 초기에 소규모 클럽에서 활약함에 따라 프랑스 청소년 국가대표팀에 차출된 적이 없다. 올랭피크 드 마르세유에서의 인상적인 활약으로, 레이몽 도메네크 프랑스 축구 국가대표팀 감독은 2008년 3월에 잉글랜드와 말리와의 경기를 앞두고 차출되었다. 그러나, 그는 부상을 당하여 차출이 무산되었다.
발뷔에나는 2년 후인 2010년 5월에 다시 차출되었고, 2010년 FIFA 월드컵을 앞두고 도메네크의 30인 명단에 포함되었다. 발뷔에나는 2009-10 시즌에 리그 1과 쿠프 드 라 리그 더블을 이룩하였음에도 불구하고 그의 국가대표팀 차출은 언론과 발뷔에나 본인에게 놀라움을 안겼다. 다수의 기자들은 리베리와 발뷔에나의 비슷한점이 많음에 따라 발뷔에나의 국가대표팀 차출을 프랑크 리베리의 4년 전 국대차출과 비교하였다. 발뷔에나는 나중에 2010년 FIFA 월드컵의 프랑스 최종 23인 엔트리에 포함되었다. 그는 코스타리카와의 친선경기에서 후반전에 교체투입되었고, 국가대표팀 경기에 첫 출전하였다. 그라운드에 들어선지 16분, 발뷔에나는 결승골을 득점하였고, 프랑스는 2-1로 승리하였다. 월드컵 본선에서 발뷔에나는 6월 17일의 멕시코와의 경기에서 월드컵 첫출전을 기록하였으나 0-2로 패하였다. 이 경기는 2010년 월드컵에서 유일하게 출장한 경기이다. 경기 이후, 국가대표팀 동료 니콜라 아넬카는 감독과 마찰을 빚어 퇴출되었고, 그 결과로 월드컵에 참여했던 모든 선수들은 2010년 8월의 친선경기에서 출전정지 징계를 받았다.
로랑 블랑이 신임 감독으로 맡았던 노르웨이와의 친선경기는 징계로 인해 출전하지 못했다. 발뷔에나는 0-1로 패한 벨라루스와의 UEFA 유로 2012 예선전에서 국가대표팀에 복귀하였다. 이 미드필더는 로랑 블랑의 지도 하에 보스니아 헤르체고비나와의 2010년 9월 경기를 포함하여 2010년의 국가대표팀 경기에 전경기 출전하였다. 발뷔에나는 2010년 11월 17일, 웸블리 스타디움에서 열린 잉글랜드와의 경기에서 골네트를 갈랐다.

## 플레이스타일

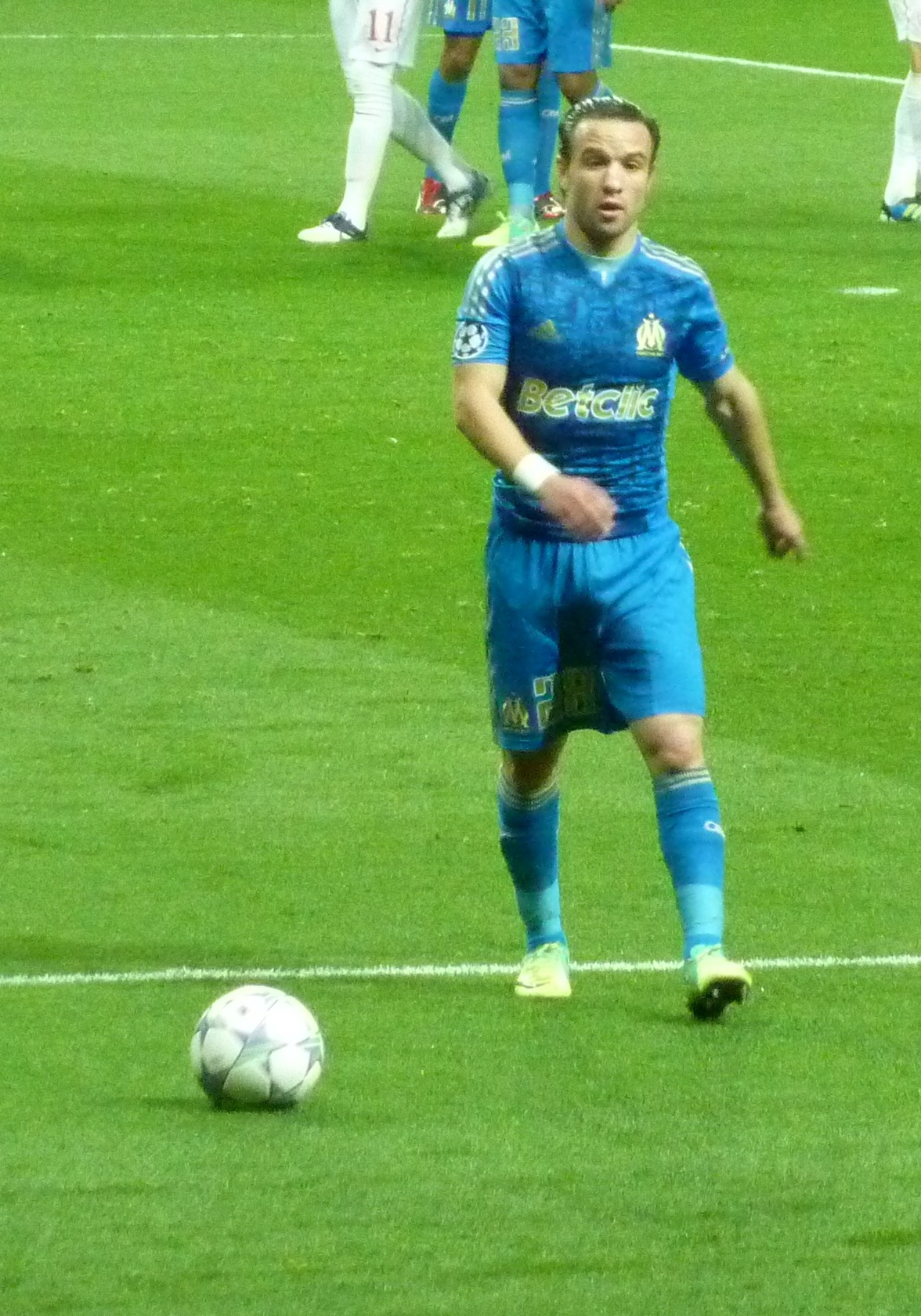
2011년 아스널 FC전의 발뷔에나.

발뷔에나는 리부른 생-쇠랭의 전 감독 디디에 톨로 (Didier Tholot)의 말에 의하면 "드리블 능력으로 2명의 상대 선수를 빠르게 제압하고 공간을 창조 할 수 있는 폭발적인 미드필더"로 묘사되어 있다. 그는 넓은 지역을 활동하는 미드필더나 윙어로 2001년 FC 지롱댕 드 보르도 시절에 보르도의 엘리 보 감독에 의해 4-3-3 포메이션에서 공격형 미드필더로 플레이메이커를 담당하였다. 보르도를 떠난 후, 발뷔에나는 랑공-카스테와 리부른 생-쇠랭에서도 같은 포지션을 담당하였다. 이 아마추어 클럽 소속으로, 발뷔에나는 두 클럽의 감독 톨로와 장-피에르 렐리스 감독의 요구대로 기량을 향상시켰다.
아마추어 시절, 발뷔에나는 스피드, 발재간, 플레이스타일로 수비에도 큰 영향을 미쳤다. 렐리스 감독은 한때 "감독직을 맡으면서 이 발재간이 뛰어난 젊은이와 있었던 적이 없다"라고 하였다. 발뷔에나의 전 감독은 또한 그의 발재간에 대해 "어떤 상대든지간에, 태클할 수 있다."라고 말하였고 "그는 수비에서도 우수하며, 오른쪽 윙에서 효율적이다."라고 덧붙였다. 발뷔에나는 그의 작은 몸집으로 알려져 있고, 랑곤 시절, 그는 작은 신체로 혜택을 보았다. 그의 올랭피크 드 마르세유 첫 경기에서, 그는 전 감독 에릭 게레에 의해 지금의 별명을 획득하였다. 게레는 발뷔에나를 "유동적"인 선수로 "빠르게 돌아설 수 있다."라고 묘사하였다.

## 수상

### 클럽
올랭피크 드 마르세유
- 리그 1: 2009-10
- 쿠프 드 라 리그: 2009-10, 2010-11
- 트로페 데 샹피옹: 2010, 2011